# Чернев, Герман Анатольевич
Ге́рман Анато́льевич Че́рнев (27 декабря 1917, Казань) — советский лыжник, многократный чемпион и призёр первенств Советского Союза. Выступал на всесоюзном уровне в середине 1940-х — начале 1950-х годов, на соревнованиях представлял Свердловскую область и Москву, состоял в физкультурно-спортивном обществе «Динамо», мастер спорта СССР. Также известен как тренер по лыжным гонкам, заслуженный тренер России.

## Биография
Герман Чернев родился 27 декабря 1917 года в Казани. Окончил Казанский тепломеханический техникум, где обучался по специальности тепломеханика. Во время Великой Отечественной войны проживал в Свердловске, состоял в лыжной команде свердловского совета физкультурно-спортивного общества «Динамо», имел звание лейтенанта.
Первого серьёзного успеха на всесоюзном уровне добился в сезоне 1944 года, когда в составе сборной команды Свердловской области выступил на чемпионате СССР и завоевал золотую медаль в командном беге патрулей на 20 км. На следующем всесоюзном первенстве трижды поднимался на пьедестал почёта, в том числе получил бронзу в индивидуальном беге на 20 км, серебро в программе эстафеты 4 × 10 км и золото в беге патрулей.
В 1947 году Чернев перешёл из свердловского «Динамо» в московское и в составе новой команды одержал победу на очередном чемпионате Советского Союза в патрульной гонке на 30 км. Год спустя на всесоюзном первенстве в Свердловске вновь собрал награды бронзового, серебряного и золотого достоинства — в индивидуальной гонке на 50 км, эстафете и беге патрулей соответственно. На чемпионате страны 1949 года стал серебряным призёром в гонке на 18 км, был лучшим в эстафете и патрульном беге. В следующем сезоне на всесоюзном первенстве в Златоусте добавил в послужной список бронзовую медаль эстафеты и серебряную медаль бега патрулей. Ещё через год на аналогичных соревнованиях в том же Златоусте победил в беге патрулей, а также взял серебро в индивидуальных гонках на 18 и 30 км. В 1952 году в Свердловске был третьим в патрульном беге. Последний раз показал сколько-нибудь значимые результаты на всесоюзном уровне в сезоне 1953 года, когда на чемпионате СССР выиграл бронзовую медаль в гонке на 18 км и серебряную медаль в эстафете 4 × 10 км. Имеет звание мастера спорта СССР.
После завершения карьеры спортсмена работал в спортивном обществе «Динамо» тренером по лыжным гонка. За подготовку многих талантливых лыжников удостоен почётного звания «Заслуженный тренер России» по лыжному спорту.